# Say (All I Need)
«Say (All I Need)» — третий сингл американской поп-рок-группы OneRepublic из их первого студийного альбома Dreaming Out Loud. Солист группы Райан Теддер отметил, что данный трек является его любимой композицией из альбома. В написании песни принимали участие все пять членов группы. Сингл вышел 2 июня 2008 года в Великобритании и 24 июня 2008 в США. Группа записала версию песни на французском языке («Say (À l’infini)») в дуэте с певицей Шерифой Луной.
Песня была использована в сериалах The Hills и Дневники вампира.

## Список композиций
| №  | Название                                          | Длительность |
| -- | ------------------------------------------------- | ------------ |
| 1. | «Say (All I Need)»                                | 3:50         |
| 2. | «Mercy» (Radio 1 Live Lounge session Duffy cover) | 3:43         |

French version
| №  | Название                                | Длительность |
| -- | --------------------------------------- | ------------ |
| 1. | «Say (À l'infini)» (feat. Sheryfa Luna) | 3:55         |
| 2. | «Say (All I Need)»                      | 3:51         |

## Информация о песне
Видеоклип «Say (All I Need)» был снят в Париже, режиссёром клипа стал Энтони Мэндлер. Райан Теддер заявил, что «это песня о том, что стоит быть счастливым с тем, что мы уже имеем в этой жизни и не сходить с ума из-за того, что не имеем. Является ли этим человек, отношения, любовь, успех или даже слава… Мы хотели создать произведение искусства, нечто красивое и вдохновляющее».

## Позиции в чартах
| Чарт (2007)          | Лучший результат |
| -------------------- | ---------------- |
| Canadian Hot 100     | 75               |
| Billboard Pop 100    | 70               |
| Чарт (2008)          | Лучший результат |
| UK Singles Chart     | 51               |
| Irish Singles Chart  | 48               |
| German Singles Chart | 41               |